# Wilhelm zu Solms-Laubach
Wilhelm Graf zu Solms-Laubach (* 15. August 1861 in Jannowitz; † 25. Mai 1936 in Gießen) war ein deutscher Verwaltungsbeamter.

## Leben
Wilhelm zu Solms-Laubach stammt aus dem Adelsgeschlecht Solms-Laubach. Er war der mittlere Sohn des Standesherrn Friedrich Graf zu Solms-Laubach (1833–1900) und dessen Ehefrau Marianne geborene Gräfin zu Stolberg-Wernigerode (1836–1910). Solms-Laubach, der evangelischer Konfession war, heiratete am 23. Mai 1902 in Wernigerode Marie geborene Gräfin zu Stolberg-Wernigerode (1872–1950), die Tochter des Fürsten Otto zu Stolberg-Wernigerode und dessen Ehefrau Anna geborene Prinzessin Reuß jüngerer Linie.
Wilhelm zu Solms-Laubach erhielt zunächst Privatunterricht und besuchte ab 1874 das Gymnasium Laubach, wo er Ostern 1880 das Abitur ablegte. Dann studierte er Rechts- und Staatswissenschaften an den Universitäten Leipzig und Lausanne.
Ab 1881 leistete er freiwillig vier Jahre Militärdienst beim preußischen 1. Westfälischen Husaren-Regiment Nr. 8 in Neuhaus, Paderborn, Potsdam und Hannover. Im Herbst 1882 wurde er Sekonde-Leutnant, zuletzt war er Rittmeister.
Ab dem 10. November 1894 studierte er erneut Rechts- und Kameralwissenschaften in München und legte 1886 das erste juristische Staatsexamen in Kassel ab („ausreichend“). Danach war er Gerichtsreferendar am Amtsgericht Neukirchen. Ab Februar 1899 war er als Regierungsreferendar bei der Regierung Kassel und verschiedenen Landratsämtern. Am 27. September 1902 bestand er die Große Staatsprüfung in Berlin („ausreichend“).
Ab dem 4. November 1902 war er Regierungsassessor im Landratsamt im Kreis Hannover. Am 23. März 1904 wurde er kommissarischer Landrat und am 16. Dezember 1904 definitiv Landrat im Landkreis Schlüchtern. Auf eigenen Wunsch (aus familiären Gründen, wegen der Verwaltung des Besitzes für seinen minderjährigen Neffen Georg Friedrich Graf zu Solms-Laubach) wurde er zum 1. April 1906 aus dem Staatsdienst entlassen.
1906–1918 war er als geschäftsführender Vormund Vertreter seines minderjährigen Neffen Georg Friedrich Graf zu Solms-Laubach (1899–1969) Mitglied in der Ersten Kammer der Landstände des Großherzogtums Hessen.

## Auszeichnungen
- Roter Adlerorden 4. Klasse (1906)
- Großkreuz des Großherzoglich Mecklenburgischen Greifenordens
- Offizierskreuz des Königlich Bayerischen Militärverdienstordens
- Ritterkreuz des italienischen Mauritius- und Lazarus-Ordens
- Centenarmedaille